# 莆田市秀屿区实验中学
莆田市秀屿区实验中学，创办于2004年，是位于中华人民共和国福建省莆田市秀屿区的一所公办完全中学，由莆田市秀屿区教育局主管。2012年6月，经莆田市人民政府批准，学校改制为公办完全中学，更名为莆田市秀屿区实验中学。
2014年3月17日，被福建省教育厅确认为“福建省三级达标高中”。
2024年，被福建省教育厅评为福建省二级达标高中。